# Cengiz Al
Cengiz Al (* 9. Oktober 1997) ist ein norwegischer Schauspieler.

## Leben
Al, dessen Vorfahren aus der Türkei stammen, wuchs in der bei Drammen gelegenen Kommune Lier auf. Im Alter von 13 Jahren begann er mit dem Tanzen und er wurde später als Tanzlehrer tätig. Gemeinsam unter anderem mit dem Schauspieler Herman Tømmeraas bildete er die Tanzgruppe We are 1. Nach seiner Schulzeit begann er an der Høyskolen Kristiania zu studieren. Erste Bekanntheit erlangte er als Darsteller der Figur Yousef in der vierten Staffel der norwegischen Jugendserie Skam. Die vierte Staffel wurde 2017 ausgestrahlt. Im Jahr 2017 wirkte er zudem an der bei TV 2 ausgestrahlten Tanzshow Skal vi danse mit. Dort erreichte er im Finale hinter Helene Olafsen den zweiten Platz.
In der norwegischen Neuverfilmung Drei Haselnüsse für Aschenbrödel aus dem Jahr 2021 übernahm er die Rolle des Prinzen. Im Herbst 2022 nahm er an der Tanzshow Skal vi danse: all stars teil, in der verschiedene Teilnehmer aus vorherigen Staffeln der Show auftraten. Al konnte das Finale im November 2022 gewinnen. In der norwegischen Serie Fenris spielte er den Journalisten Naim Karimi.

## Filmografie (Auswahl)
- 2017: Skam (Fernsehserie, 10 Folgen)
- 2017: Min venn Marlon (Fernsehserie, 2 Folgen)
- 2020: Alle utlendinger har lukka gardiner
- 2021: Drei Haselnüsse für Aschenbrödel
- 2021: The North Sea (Nordsjøen)
- 2022: Fenris (Fernsehserie, 6 Folgen)
- 2023: Dancing Queen
- 2023: Dummedag (Fernsehserie, 10 Folgen)
- 2024: Stayer (Fernsehserie, 3 Folgen)
- 2025: Dancing Queen in Hollywood